# Blacklick Estates
Blacklick Estates – jednostka osadnicza w Stanach Zjednoczonych, w stanie Ohio, w hrabstwie Franklin.